# Kayasu, Akören
Kayasu là một thị trấn thuộc huyện Akören, tỉnh Konya, Thổ Nhĩ Kỳ. Dân số thời điểm năm 2011 là 753 người.